# Tênis nos Jogos Olímpicos de Verão de 2020 - Simples feminino
O torneio de simples feminino de tênis nos Jogos Olímpicos de Verão de 2020 foi disputado entre 24 e 31 de julho de 2021 no Parque de Tênis de Ariake, localizado na ilha artificial de mesmo nome, no bairro de Koto, em Tóquio. Um total de 64 tenistas de 32 Comitês Olímpicos Nacionais (CON) participaram do evento.
Belinda Bencic, da Suíça, derrotou Markéta Vondroušová, da República Tcheca, por 7–5, 2–6, 6–3 na final para conquistar a medalha de ouro. Foi o primeiro título da Suíça em simples feminino. Na disputa pela medalha de bronze, Elina Svitolina da Ucrânia derrotou Elena Rybakina, do Cazaquistão, por 1–6, 7–6(5), 6–4. Foi a primeira medalha olímpica da Ucrânia no tênis.
A portorriquenha Monica Puig era a então defensora da medalha de ouro em 2016, mas desistiu para se recuperar de uma cirurgia no ombro. Com a medalhista de prata de 2016, a alemã Angelique Kerber, também fora do torneio, a checa Petra Kvitová, que era a defensora da medalha de bronze foi a única das medalhistas de 2016 a participar, mas foi derrotada na segunda rodada pela belga Alison Van Uytvanck.

## Qualificação
Cada Comitê Olímpico Nacional (CON) poderia inscrever até quatro tenistas no torneio de simples, limite introduzido desde os Jogos Olímpicos de 2000. A qualificação se deu prioritariamente através do ranking da WTA de 7 de junho de 2021 com a definição de 56 vagas. Uma restrição adicional é que as competidoras estariam elegíveis desde que tenham participado da Copa Billie Jean King entre 2017 e 2020 (com algumas exceções). Existem, no total, 64 vagas disponíveis.
Mais seis vagas estavam disponíveis por meio de quotas continentais: quatro por meio de eventos multiesportivos (duas nos Jogos Pan-Americanos de 2019, uma nos Jogos Asiáticos de 2018 e uma nos Jogos Pan-Africanos de 2019) e duas por meio do ranking mundial (uma para a Europa e Oceania de CONs sem tenistas ainda classificados). As quatro vagas continentais tiveram precedência sobre o ranking mundial, então as vencedoras (Nadia Podoroska, Verónica Cepede Royg, Mayar Sherif e Wang Qiang) não contavam entre as 56 classificadas via ranking, mas eram consideradas para o limite de quatro competidoras por CON.
Houve garantia de uma vaga à nação anfitriã. Se o Japão conquistasse uma vaga pelo ranking mundial, a vaga seria realocada a 57ª melhor tenista no mesmo ranking.
Por fim, uma vaga foi reservada para uma ex-campeã olímpica ou de Grand Slam ainda não classificada no ranking. Para preencher esse critério a jogadora deveria ter ganho uma medalha de ouro olímpica ou uma final de Grand Slam em simples, estar entre as 300 melhores no ranking mundial e ser de um CON que ainda não tivesse qualificado quatro tenistas. Se várias jogadoras atendessem a esses critérios, aquela com mais títulos se qualificaria; se ainda houvesse empate, a tenista com melhor ranking se qualificaria. Se nenhuma jogadora atendesse a esses critérios, a vaga seria realocada a 57ª ou 58ª colocado do ranking. Para Tóquio, essa cota foi preenchida pela campeã do US Open de 2011, Samantha Stosur (Venus Williams não era elegível porque os Estados Unidos já tinham quatro jogadoras inscritas e a atual campeã olímpica Monica Puig desistiu devido a uma lesão).

## Formato
A competição consiste de um torneio de eliminação única, com as perdedoras das semifinais disputando a medalha de bronze. As partidas são em melhor de três sets, com um desempate (tiebreak) sendo jogado em todos os sets ao chegar em 6–6, incluindo o último set da partida.

## Calendário
Horário local (UTC+9)
| Data                | Horário | Fase                |
| ------------------- | ------- | ------------------- |
| 24 de julho de 2021 | 11:00   | Primeira rodada     |
| 25 de julho de 2021 | 11:00   | Primeira rodada     |
| 26 de julho de 2021 | 11:00   | Segunda rodada      |
| 27 de julho de 2021 | 11:00   | Oitavas de final    |
| 28 de julho de 2021 | 11:00   | Quartas de final    |
| 29 de julho de 2021 | 15:00   | Semifinal           |
| 31 de julho de 2021 | 15:00   | Disputa pelo bronze |
| 31 de julho de 2021 | 15:00   | Final               |

## Medalhistas
| Ouro   | SUI Belinda Bencic      |
| Prata  | CZE Markéta Vondroušová |
| Bronze | UKR Elina Svitolina     |

## Cabeças de chave
01.   AUS Ashleigh Barty (primeira rodada)
02.   JPN Naomi Osaka (oitavas)
03.   BLR Aryna Sabalenka (segunda rodada)
04.   UKR Elina Svitolina (semifinal, medalha de bronze)
05.   CZE Karolína Plíšková (oitavas)
06.   POL Iga Świątek (segunda rodada)
07.   ESP Garbiñe Muguruza (quartas)
08.   CZE Barbora Krejčíková (oitavas)
09.   SUI Belinda Bencic (campeã, medalha de ouro)
10.   CZE Petra Kvitová (segunda rodada)
11.   USA Jennifer Brady (primeira rodada)
12.   BEL Elise Mertens (primeira rodada)
13.   ROC Anastasia Pavlyuchenkova (quartas)
14.   GRE Maria Sakkari (oitavas)
15.   KAZ Elena Rybakina (semifinal, quarto lugar)
16.   NED Kiki Bertens (primeira rodada)

## Resultados
A competição foi realizada ao longo de sete dias até a definição das medalhistas:

### Legenda
| - Q = Qualifier - WC = Wild Card (convidado/a) - LL = Lucky Loser | - Alt = Alternate - SE = Special Exempt - PR = Protected Ranking (ranking protegido) | - w/o ou w.o. = Walkover (não compareceu) - r ou ab. = Retired (abandonou) - d = Defaulted (desclassificado) |

### Fase final
|  | Quartas de final | Quartas de final        | Quartas de final        | Quartas de final        | Quartas de final |   |                     | Semifinal          | Semifinal           | Semifinal           | Semifinal           | Semifinal           |                     |  | Final | Final               | Final | Final | Final |  |  |
|  |                  |                         |                         |                         |                  |   |                     |                    |                     |                     |                     |                     |                     |  |       |                     |       |       |       |  |  |
|  | 13               | ROC A Pavlyuchenkova    | 0                       | 6                       | 3                |   |                     |                    |                     |                     |                     |                     |                     |  |       |                     |       |       |       |  |  |
|  | 9                | SUI Belinda Bencic      | 6                       | 3                       | 6                |   |                     |                    |                     |                     |                     |                     |                     |  |       |                     |       |       |       |  |  |
|  | 9                | SUI Belinda Bencic      | 6                       | 3                       | 6                |   | 9                   | SUI Belinda Bencic | 7                   | 4                   | 6                   |                     |                     |  |       |                     |       |       |       |  |  |
|  |                  |                         |                         |                         |                  |   | 9                   | SUI Belinda Bencic | 7                   | 4                   | 6                   |                     |                     |  |       |                     |       |       |       |  |  |
|  |                  | 15                      | KAZ Elena Rybakina      | 62                      | 6                | 3 |                     |                    |                     |                     |                     |                     |                     |  |       |                     |       |       |       |  |  |
|  | 15               | 15                      | KAZ Elena Rybakina      | 62                      | 6                | 3 | KAZ Elena Rybakina  | 7                  | 6                   |                     |                     |                     |                     |  |       |                     |       |       |       |  |  |
|  | 15               |                         |                         |                         |                  |   | KAZ Elena Rybakina  | 7                  | 6                   |                     |                     |                     |                     |  |       |                     |       |       |       |  |  |
|  | 7                | ESP Garbiñe Muguruza    | 5                       | 1                       |                  |   |                     |                    |                     |                     |                     |                     |                     |  |       |                     |       |       |       |  |  |
|  |                  |                         |                         |                         |                  |   |                     |                    |                     |                     |                     |                     |                     |  | 9     | SUI Belinda Bencic  | 7     | 2     | 6     |  |  |
|  |                  |                         |                         | CZE Markéta Vondroušová | 5                | 6 | 3                   |                    |                     |                     |                     |                     |                     |  |       |                     |       |       |       |  |  |
|  |                  | ITA Camila Giorgi       | 4                       | 4                       |                  |   |                     |                    |                     |                     |                     |                     |                     |  |       |                     |       |       |       |  |  |
|  | 4                | UKR Elina Svitolina     | 6                       | 6                       |                  |   |                     |                    |                     |                     |                     |                     |                     |  |       |                     |       |       |       |  |  |
|  | 4                | UKR Elina Svitolina     | 6                       | 6                       |                  | 4 | UKR Elina Svitolina | 3                  | 1                   |                     |                     |                     |                     |  |       |                     |       |       |       |  |  |
|  |                  |                         |                         |                         |                  | 4 | UKR Elina Svitolina | 3                  | 1                   |                     |                     |                     |                     |  |       |                     |       |       |       |  |  |
|  |                  |                         | CZE Markéta Vondroušová | 6                       | 6                |   |                     |                    | Disputa pelo bronze | Disputa pelo bronze | Disputa pelo bronze | Disputa pelo bronze | Disputa pelo bronze |  |       |                     |       |       |       |  |  |
|  |                  | ESP Paula Badosa        | CZE Markéta Vondroušová | 6                       | 6                | 3 | 0r                  |                    | Disputa pelo bronze | Disputa pelo bronze | Disputa pelo bronze | Disputa pelo bronze | Disputa pelo bronze |  |       |                     |       |       |       |  |  |
|  |                  | ESP Paula Badosa        |                         |                         |                  | 3 | 0r                  |                    |                     |                     |                     |                     |                     |  |       |                     |       |       |       |  |  |
|  |                  | CZE Markéta Vondroušová | 6                       | 0                       |                  |   |                     |                    |                     |                     |                     |                     |                     |  | 15    | KAZ Elena Rybakina  | 6     | 65    | 4     |  |  |
|  |                  |                         |                         |                         |                  |   |                     |                    |                     |                     |                     |                     |                     |  | 4     | UKR Elina Svitolina | 1     | 7     | 6     |  |  |

### Chave superior

#### Chave 1
| Primeira rodada | Primeira rodada      | Primeira rodada | Primeira rodada | Primeira rodada |  |    | Segunda rodada       | Segunda rodada       | Segunda rodada | Segunda rodada | Segunda rodada |  |  | Oitavas de final | Oitavas de final     | Oitavas de final | Oitavas de final | Oitavas de final |  |  | Quartas de final | Quartas de final     | Quartas de final | Quartas de final | Quartas de final |
|                 |                      |                 |                 |                 |  |    |                      |                      |                |                |                |  |  |                  |                      |                  |                  |                  |  |  |                  |                      |                  |                  |                  |
| 1               | AUS A Barty          | 4               | 3               |                 |  |    |                      |                      |                |                |                |  |  |                  |                      |                  |                  |                  |  |  |                  |                      |                  |                  |                  |
|                 | ESP S Sorribes Tormo | 6               | 6               |                 |  |    |                      | ESP S Sorribes Tormo | 6              | 6              |                |  |  |                  |                      |                  |                  |                  |  |  |                  |                      |                  |                  |                  |
|                 | FRA F Ferro          | 2               | 6               | 6               |  |    | FRA F Ferro          | 1                    | 4              |                |                |  |  |                  |                      |                  |                  |                  |  |  |                  |                      |                  |                  |                  |
|                 | LAT A Sevastova      | 6               | 4               | 2               |  |    |                      |                      |                |                |                |  |  |                  | ESP S Sorribes Tormo | 1                | 3                |                  |  |  |                  |                      |                  |                  |                  |
| ITF             | GER A-L Friedsam     | 7               | 6               |                 |  |    |                      |                      |                |                |                |  |  | 13               | ROC A Pavlyuchenkova | 6                | 6                |                  |  |  |                  |                      |                  |                  |                  |
|                 | GBR H Watson         | 65              | 3               |                 |  |    | ITF                  | GER A-L Friedsam     | 1              | 1              |                |  |  |                  |                      |                  |                  |                  |  |  |                  |                      |                  |                  |                  |
| ITF             | ITA S Errani         | 0               | 1               |                 |  | 13 | ROC A Pavlyuchenkova | 6                    | 6              |                |                |  |  |                  |                      |                  |                  |                  |  |  |                  |                      |                  |                  |                  |
| 13              | ROC A Pavlyuchenkova | 6               | 6               |                 |  |    |                      |                      |                |                |                |  |  |                  |                      |                  |                  |                  |  |  | 13               | ROC A Pavlyuchenkova | 0                | 6                | 3                |
| 9               | SUI B Bencic         | 6               | 6               |                 |  |    |                      |                      |                |                |                |  |  |                  |                      |                  |                  |                  |  |  | 9                | SUI B Bencic         | 6                | 3                | 6                |
|                 | USA J Pegula         | 3               | 3               |                 |  |    | 9                    | SUI B Bencic         | 6              | 6              |                |  |  |                  |                      |                  |                  |                  |  |  |                  |                      |                  |                  |                  |
|                 | JPN M Doi            | 6               | 6               |                 |  |    | JPN M Doi            | 2                    | 4              |                |                |  |  |                  |                      |                  |                  |                  |  |  |                  |                      |                  |                  |                  |
| Alt             | MEX R Zarazúa        | 3               | 2               |                 |  |    |                      |                      |                |                |                |  |  | 9                | SUI B Bencic         | 1                | 6                | 6                |  |  |                  |                      |                  |                  |                  |
|                 | CAN L Fernandez      | 6               | 3               | 6               |  |    |                      |                      |                |                |                |  |  | 8                | CZE B Krejčíková     | 6                | 2                | 3                |  |  |                  |                      |                  |                  |                  |
|                 | UKR D Yastremska     | 3               | 6               | 0               |  |    |                      | CAN L Fernandez      | 2              | 4              |                |  |  |                  |                      |                  |                  |                  |  |  |                  |                      |                  |                  |                  |
|                 | KAZ Z Diyas          | 2r              |                 |                 |  | 8  | CZE B Krejčíková     | 6                    | 6              |                |                |  |  |                  |                      |                  |                  |                  |  |  |                  |                      |                  |                  |                  |
| 8               | CZE B Krejčíková     | 5               |                 |                 |  |    |                      |                      |                |                |                |  |  |                  |                      |                  |                  |                  |  |  |                  |                      |                  |                  |                  |

#### Chave 2
| Primeira rodada | Primeira rodada    | Primeira rodada | Primeira rodada | Primeira rodada |  |    | Segunda rodada     | Segunda rodada  | Segunda rodada | Segunda rodada | Segunda rodada |  |  | Oitavas de final | Oitavas de final   | Oitavas de final | Oitavas de final | Oitavas de final |  |  | Quartas de final | Quartas de final | Quartas de final | Quartas de final | Quartas de final |
|                 |                    |                 |                 |                 |  |    |                    |                 |                |                |                |  |  |                  |                    |                  |                  |                  |  |  |                  |                  |                  |                  |                  |
| 3               | BLR A Sabalenka    | 6               | 6               |                 |  |    |                    |                 |                |                |                |  |  |                  |                    |                  |                  |                  |  |  |                  |                  |                  |                  |                  |
|                 | POL M Linette      | 2               | 1               |                 |  |    | 3                  | BLR A Sabalenka | 4              | 6              | 63             |  |  |                  |                    |                  |                  |                  |  |  |                  |                  |                  |                  |                  |
|                 | FRA C Garcia       | 2               | 7               | 3               |  |    | CRO D Vekić        | 6               | 3              | 7              |                |  |  |                  |                    |                  |                  |                  |  |  |                  |                  |                  |                  |                  |
|                 | CRO D Vekić        | 6               | 62              | 6               |  |    |                    |                 |                |                |                |  |  |                  | CRO D Vekić        | 63               | 4                |                  |  |  |                  |                  |                  |                  |                  |
| ITF             | EGY M Sherif       | 5               | 61              |                 |  |    |                    |                 |                |                |                |  |  | 15               | KAZ E Rybakina     | 7                | 6                |                  |  |  |                  |                  |                  |                  |                  |
|                 | SWE R Peterson     | 7               | 7               |                 |  |    |                    | SWE R Peterson  | 2              | 3              |                |  |  |                  |                    |                  |                  |                  |  |  |                  |                  |                  |                  |                  |
| ITF             | AUS S Stosur       | 4               | 2               |                 |  | 15 | KAZ E Rybakina     | 6               | 6              |                |                |  |  |                  |                    |                  |                  |                  |  |  |                  |                  |                  |                  |                  |
| 15              | KAZ E Rybakina     | 6               | 6               |                 |  |    |                    |                 |                |                |                |  |  |                  |                    |                  |                  |                  |  |  | 15               | KAZ E Rybakina   | 7                | 6                |                  |
| 10              | CZE P Kvitová      | 6               | 6               |                 |  |    |                    |                 |                |                |                |  |  |                  |                    |                  |                  |                  |  |  | 7                | ESP G Muguruza   | 5                | 1                |                  |
|                 | ITA J Paolini      | 4               | 3               |                 |  |    | 10                 | CZE P Kvitová   | 7              | 3              | 0              |  |  |                  |                    |                  |                  |                  |  |  |                  |                  |                  |                  |                  |
| PR              | SRB I Jorović      | 3               | 2               |                 |  |    | BEL A Van Uytvanck | 5               | 6              | 6              |                |  |  |                  |                    |                  |                  |                  |  |  |                  |                  |                  |                  |                  |
|                 | BEL A Van Uytvanck | 6               | 6               |                 |  |    |                    |                 |                |                |                |  |  |                  | BEL A Van Uytvanck | 4                | 1                |                  |  |  |                  |                  |                  |                  |                  |
| ITF             | PAR V Cepede Royg  | 4               | 3               |                 |  |    |                    |                 |                |                |                |  |  | 7                | ESP G Muguruza     | 6                | 6                |                  |  |  |                  |                  |                  |                  |                  |
| ITF             | CHN Q Wang         | 6               | 6               |                 |  |    | ITF                | CHN Q Wang      | 3              | 0              |                |  |  |                  |                    |                  |                  |                  |  |  |                  |                  |                  |                  |                  |
|                 | ROC V Kudermetova  | 5               | 5               |                 |  | 7  | ESP G Muguruza     | 6               | 6              |                |                |  |  |                  |                    |                  |                  |                  |  |  |                  |                  |                  |                  |                  |
| 7               | ESP G Muguruza     | 7               | 7               |                 |  |    |                    |                 |                |                |                |  |  |                  |                    |                  |                  |                  |  |  |                  |                  |                  |                  |                  |

### Chave inferior

#### Chave 3
| Primeira rodada | Primeira rodada      | Primeira rodada | Primeira rodada | Primeira rodada |  |    | Segunda rodada       | Segunda rodada    | Segunda rodada | Segunda rodada | Segunda rodada |  |  | Oitavas de final | Oitavas de final | Oitavas de final | Oitavas de final | Oitavas de final |  |  | Quartas de final | Quartas de final | Quartas de final | Quartas de final | Quartas de final |
|                 |                      |                 |                 |                 |  |    |                      |                   |                |                |                |  |  |                  |                  |                  |                  |                  |  |  |                  |                  |                  |                  |                  |
| 5               | CZE Ka Plíšková      | 6               | 6               |                 |  |    |                      |                   |                |                |                |  |  |                  |                  |                  |                  |                  |  |  |                  |                  |                  |                  |                  |
|                 | FRA A Cornet         | 1               | 3               |                 |  |    | 5                    | CZE Ka Plíšková   | 6              | 60             | 6              |  |  |                  |                  |                  |                  |                  |  |  |                  |                  |                  |                  |                  |
| PR              | ESP C Suárez Navarro | 6               | 6               |                 |  | PR | ESP C Suárez Navarro | 3                 | 7              | 1              |                |  |  |                  |                  |                  |                  |                  |  |  |                  |                  |                  |                  |                  |
|                 | TUN O Jabeur         | 4               | 1               |                 |  |    |                      |                   |                |                |                |  |  | 5                | CZE Ka Plíšková  | 4                | 2                |                  |  |  |                  |                  |                  |                  |                  |
|                 | LAT J Ostapenko      | 4               | 7               | 4               |  |    |                      |                   |                |                |                |  |  |                  | ITA C Giorgi     | 6                | 6                |                  |  |  |                  |                  |                  |                  |                  |
| PR              | ROC E Vesnina        | 6               | 62              | 6               |  |    | PR                   | ROC E Vesnina     | 3              | 1              |                |  |  |                  |                  |                  |                  |                  |  |  |                  |                  |                  |                  |                  |
|                 | ITA C Giorgi         | 6               | 6               |                 |  |    | ITA C Giorgi         | 6                 | 6              |                |                |  |  |                  |                  |                  |                  |                  |  |  |                  |                  |                  |                  |                  |
| 11              | USA J Brady          | 3               | 2               |                 |  |    |                      |                   |                |                |                |  |  |                  |                  |                  |                  |                  |  |  |                  | ITA C Giorgi     | 4                | 4                |                  |
| 14              | GRE M Sakkari        | 7               | 6               |                 |  |    |                      |                   |                |                |                |  |  |                  |                  |                  |                  |                  |  |  |                  | UKR E Svitolina  | 6                | 6                |                  |
|                 | EST A Kontaveit      | 5               | 2               |                 |  |    | 14                   | GRE M Sakkari     | 6              | 6              |                |  |  |                  |                  |                  |                  |                  |  |  |                  |                  |                  |                  |                  |
|                 | SRB N Stojanović     | 6               | 6               |                 |  |    | SRB N Stojanović     | 1                 | 2              |                |                |  |  |                  |                  |                  |                  |                  |  |  |                  |                  |                  |                  |                  |
|                 | JPN N Hibino         | 3               | 3               |                 |  |    |                      |                   |                |                |                |  |  | 14               | GRE M Sakkari    | 7                | 3                | 4                |  |  |                  |                  |                  |                  |                  |
| PR              | KAZ Y Shvedova       | 5               | 2r              |                 |  |    |                      |                   |                |                |                |  |  | 4                | UKR E Svitolina  | 5                | 6                | 6                |  |  |                  |                  |                  |                  |                  |
|                 | AUS A Tomljanović    | 7               | 3               |                 |  |    |                      | AUS A Tomljanović | 6              | 3              | 4              |  |  |                  |                  |                  |                  |                  |  |  |                  |                  |                  |                  |                  |
|                 | GER L Siegemund      | 3               | 7               | 4               |  | 4  | UKR E Svitolina      | 4                 | 6              | 6              |                |  |  |                  |                  |                  |                  |                  |  |  |                  |                  |                  |                  |                  |
| 4               | UKR E Svitolina      | 6               | 5               | 6               |  |    |                      |                   |                |                |                |  |  |                  |                  |                  |                  |                  |  |  |                  |                  |                  |                  |                  |

#### Chave 4
| Primeira rodada | Primeira rodada   | Primeira rodada | Primeira rodada | Primeira rodada |  |     | Segunda rodada    | Segunda rodada    | Segunda rodada | Segunda rodada | Segunda rodada |  |  | Oitavas de final | Oitavas de final  | Oitavas de final | Oitavas de final | Oitavas de final |  |  | Quartas de final | Quartas de final  | Quartas de final | Quartas de final | Quartas de final |
|                 |                   |                 |                 |                 |  |     |                   |                   |                |                |                |  |  |                  |                   |                  |                  |                  |  |  |                  |                   |                  |                  |                  |
| 6               | POL I Świątek     | 6               | 6               |                 |  |     |                   |                   |                |                |                |  |  |                  |                   |                  |                  |                  |  |  |                  |                   |                  |                  |                  |
| PR              | GER M Barthel     | 2               | 2               |                 |  |     | 6                 | POL I Świątek     | 3              | 64             |                |  |  |                  |                   |                  |                  |                  |  |  |                  |                   |                  |                  |                  |
|                 | ESP P Badosa      | 64              | 6               | 6               |  |     | ESP P Badosa      | 6                 | 7              |                |                |  |  |                  |                   |                  |                  |                  |  |  |                  |                   |                  |                  |                  |
|                 | FRA K Mladenovic  | 7               | 3               | 0               |  |     |                   |                   |                |                |                |  |  |                  | ESP P Badosa      | 6                | 6                |                  |  |  |                  |                   |                  |                  |                  |
|                 | KAZ Y Putintseva  | 64              | 3r              |                 |  |     |                   |                   |                |                |                |  |  | ITF              | ARG N Podoroska   | 2                | 3                |                  |  |  |                  |                   |                  |                  |                  |
| ITF             | ARG N Podoroska   | 7               | 1               |                 |  |     | ITF               | ARG N Podoroska   | 6              | 6              |                |  |  |                  |                   |                  |                  |                  |  |  |                  |                   |                  |                  |                  |
|                 | ROC E Alexandrova | 4               | 6               | 6               |  |     | ROC E Alexandrova | 1                 | 3              |                |                |  |  |                  |                   |                  |                  |                  |  |  |                  |                   |                  |                  |                  |
| 12              | BEL E Mertens     | 6               | 4               | 4               |  |     |                   |                   |                |                |                |  |  |                  |                   |                  |                  |                  |  |  |                  | ESP P Badosa      | 3                | 0r               |                  |
| 16              | NED K Bertens     | 4               | 6               | 4               |  |     |                   |                   |                |                |                |  |  |                  |                   |                  |                  |                  |  |  |                  | CZE M Vondroušová | 6                | 0                |                  |
|                 | CZE M Vondroušová | 6               | 3               | 6               |  |     |                   | CZE M Vondroušová | 6              | 6              |                |  |  |                  |                   |                  |                  |                  |  |  |                  |                   |                  |                  |                  |
| ITF             | ROU M Buzărnescu  | 60              | 7               | 6               |  | ITF | ROU M Buzǎrnescu  | 1                 | 2              |                |                |  |  |                  |                   |                  |                  |                  |  |  |                  |                   |                  |                  |                  |
|                 | USA A Riske       | 7               | 5               | 4               |  |     |                   |                   |                |                |                |  |  |                  | CZE M Vondroušová | 6                | 6                |                  |  |  |                  |                   |                  |                  |                  |
|                 | COL C Osorio      | 4               | 1               |                 |  |     |                   |                   |                |                |                |  |  | 2                | JPN N Osaka       | 1                | 4                |                  |  |  |                  |                   |                  |                  |                  |
|                 | SUI V Golubic     | 6               | 6               |                 |  |     |                   | SUI V Golubic     | 3              | 2              |                |  |  |                  |                   |                  |                  |                  |  |  |                  |                   |                  |                  |                  |
|                 | CHN S Zheng       | 1               | 4               |                 |  | 2   | JPN N Osaka       | 6                 | 6              |                |                |  |  |                  |                   |                  |                  |                  |  |  |                  |                   |                  |                  |                  |
| 2               | JPN N Osaka       | 6               | 6               |                 |  |     |                   |                   |                |                |                |  |  |                  |                   |                  |                  |                  |  |  |                  |                   |                  |                  |                  |